# سالافان
 محافظة سالافان (لاو:ສາລະວັນ) و (بالإنجليزية: Salavan)‏ هي محافظة تابعة لجمهورية لاوس الديموقراطية الشعبية تقع جنوب لاوس، تجاورها من الشمال سافانخت ومن الجنوب سيكونغ وتشامباساك. وفيتنام إلى الشرق وتايلاند من الغرب. وكان اسمها في السابق سارافان والذي تم تغييره من قبل التايلانديين إلى سالافان في عام 1828. وكانت جزءا من مملكة تشامباساك التي تقع في منطقة معروفة باسم موانج مانغ يسكنها اقليات من جماعات مون-خايمر. ويقع المكان الرئيسي للمحافظة على هضبة بوليفن، وهي منطقة زراعية مخصصة بزراعة قهوة ارابيكا والذي تعد المحصول الأكثر ادخالا للمال. ويحد الجزء الغربي من محافظة سالافان نهر ميكونغ في حين تحدها فيتنام من الجزء الشرقي.

## التاريخ
قامت جماعات مون كامر (ال خوم) منذ 1,500 عام تقريبا بإنشاء مجموعة من المستعمرات تعرف بما يسمى الآن ب مقاطعة سالافان، والتي حكمها التشامبا بعد ان زحف شعب التشامب من جنوب الصين إلى هذا الإقليم. وتوحدت العديد من الممالك للان تشيانغ تحت حكم فا نغوم في عام 1353. وكانت المقاطعة عبارة عن مستعمرة تايلندية مابين عام 1779 إلى 1893 و التي في القرن العشرون أصبحت تحت الحماية الفرنسية في عهد فرانكو-سايميس في معاهدة الثالث من أكتوبر 1893. بعد التحرير في عام 1975، تكونت المقاطعة من 8 مناطق و 715 قرية. وتعرضت مدينة سالافان للنهب في الحرب الهندية الصينية عندما كانت سيطرة الحكم تنتقل بين القوات الملكية وجماعات الباثيت لاو. بعد ذلك تم إعادة بناؤها بالمباني ذات القرميد و ذات الأخشاب مع وجود القليل من المباني العتيقة والتي نجت من الحرب.

## الجغرافيا
تغطي محافظة سالافان مساحة قدرها 16389 كيلومترا مربعا (6،328 ميل مربع) ويحدها محافظة سافاناكيت من الشمال، فيتنام إلى الشرق، مقاطعة زيكونق من الجنوب الشرقي، محافظة تشامباساك من الجنوب وتايلاند من الغرب.
وتتكون محافظة سالافان عندة مستوطنات بارزة ومنها، موانج خونج سيدون، بان ثاخن، بان دون، بان فو داوتلينق نوي، بان لا خون فينج، بان لاونجام، بان دونج، بان لافانج، بان نونجبوا، بان خان ماكجونت، بان يون، مان دونماونج، بان نافو، بان بروي، بان تانج-ين تاي، شويافينج، بان رالاو، بان كاناي، تافوك، تالا و أبوم.
وتقع مدينة سروان، عاصمة محافظة سالافان على نهر سي الدون، والذي يتدفق من المحافظة وينضم في النهاية بنهر ميكونغ في باكس. وتعد المدينة مركزا لتوريد البضائع إلى المناطق النائية في المحافظة.
وتعد المدينة المركز الإداري والاقتصادي والثقافي للمحافظة. وبعد الاضرار الكبيره التي لحقت بالمدينة خلال حرب الهند والصين عام 1971، فقد تم بناؤها وفقا لمفاهيم التخطيط الحديثة. ولاتزال توجد في المدينة اثنتين من المباني الاستعمارية الفرنسية . ويتميز مركز التسوق في البلده بألوانه الجميلة.
بحيرة نانغ بوا ، والتي يقع فيها نهر سي بون وعلى بعد 15 كيلومتر (9.3 ميل) من المدينة، وايضا يوجد في البحيرة عدد قليل من التماسيح السيامية (خاي في جمهورية لاو).
فو كاتيي والذي يقع بالقرب من التلة، على بعد 1،588 متر (5،210 قدم) من مكان هبوط الطائرات CIA.
وايضا يوجد فيها العديد من البراكيين في الجبال والوديان الواسعة.
ويقع الجزء المركزي من المحافظة على هضبة بولافان، وهي منطقة زراعية رئيسية متخصصة بزراعة قهوة ارابيكا والتي تعد المحصول النقدي المهيمن وايضا يتم زراعة العديد من المنتجات البستانية الأخرى والتي يتم تصديرها.
وبالإضافة إلى هضبة بولافين ونهر ميكونغ، يوجد فيها أيضا تضاريس وسهول ومناطق جبلية قرب الحدود الفيتنامية. ويعتبر الوصول إلى محافظة سالافانا صعب فشبكة الطرق ليست في حالة جيدة، ولا سيما خلال الأمطار الموسمية.

## المناطق المحمية
يوجد في محافظة سالافانا العديد من المناطق المحمية نظرا لاهميتهاو ومنها منطقة النسغ اكس، والمنطقة الي يوجد فيها قناة ميكونغ من فو شيانغ ثونغ إلى سيفاندون، ومنطقة فو شيانغ ثونغ، واخيرا منقطة اكس بانج ورا نوا.

## التقسيمات الادارية
تتكون المحافظة من ثمانية مناطق، وهي كالتالي:
| Map   | Code                                      | Name | Lao |
| ----- | ----------------------------------------- | ---- | --- |
|       |                                           |      |     |
| 14-01 | منطقة سارافان                             |      |     |
| 14-02 | منطقة تا اوي                              |      |     |
| 14-03 | منطقة تووم لارن                           |      |     |
| 14-04 | منطقة لاخون فينج (ايضا تعرف بناخون فينج.) |      |     |
| 14-05 | منطقة فابي                                |      |     |
| 14-06 | منطقة خونج سيدون                          |      |     |
| 14-07 | منطقة لاو نجرام                           |      |     |
| 14-08 | منطقة ساموي                               |      |     |

## السكان
وفقا لتعداد للسكان تم عام 2005، اجمالي سكان المحافظة 300،000 نسمة موزعيين على أكثر من ثماني مقاطعات. و تتكون المقاطعة من عدة مجموعات عرقية ، وهي تاهوي، باكو، كاتانج، كادو، سواي ولافن.

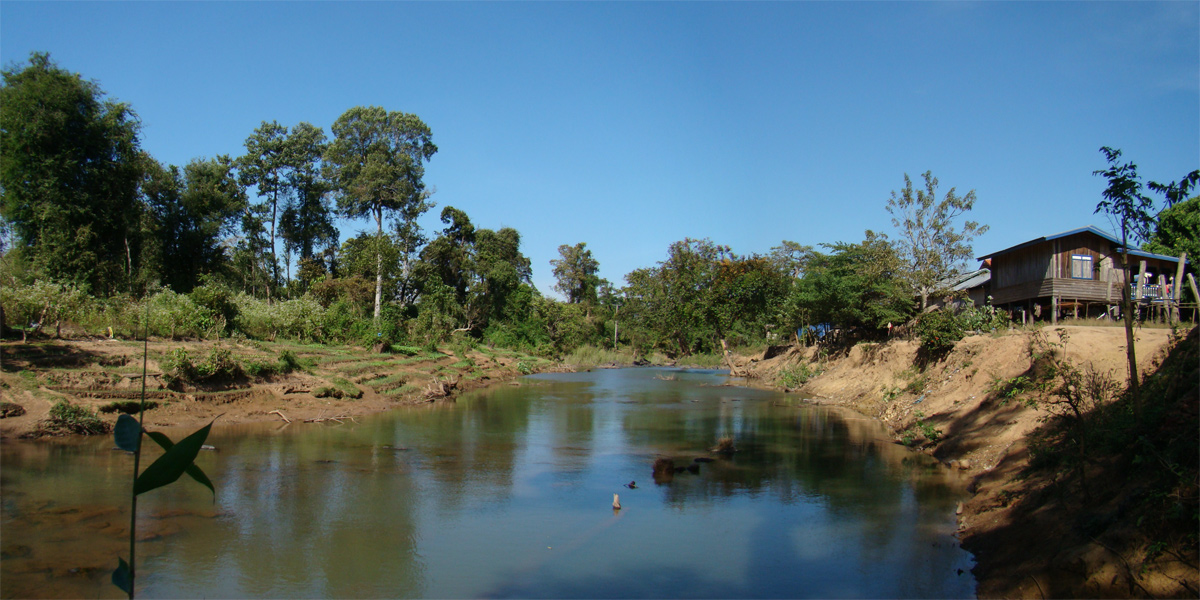
بان هواي لانونج، و التي تقع في قرية تاهوي.
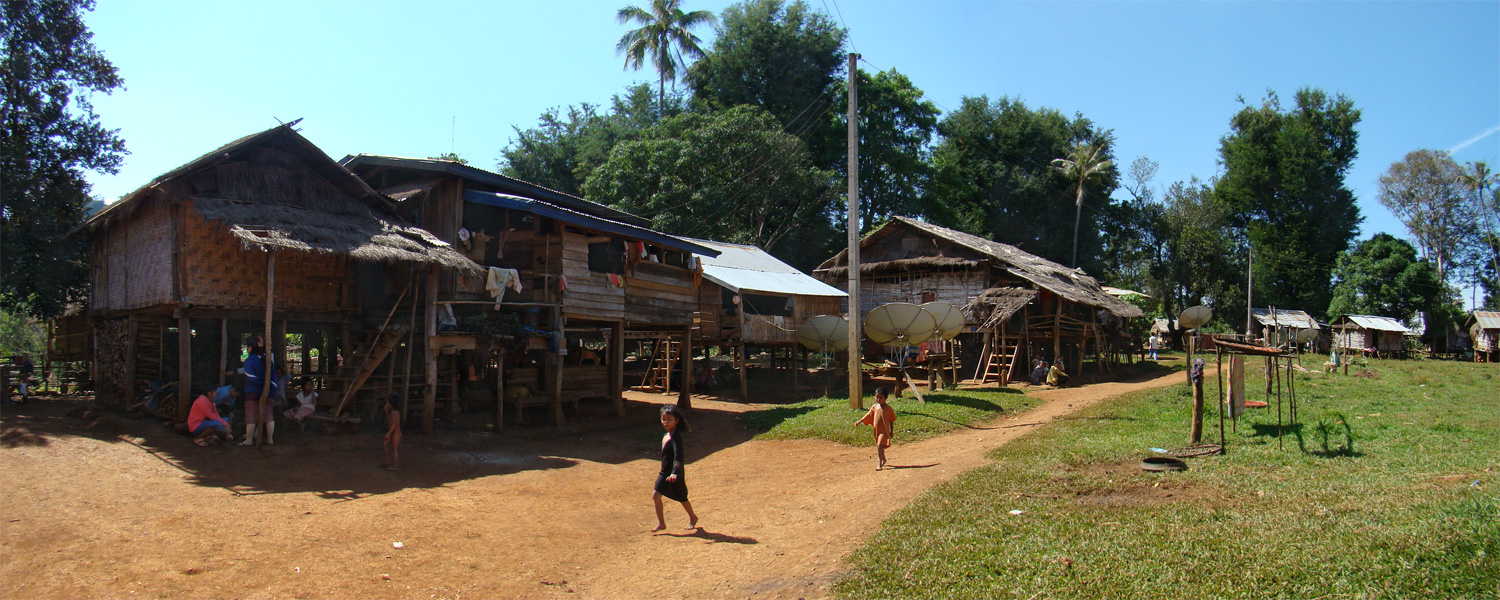
بان خيانج تادسونج، والتي تقع في قرية الاك.

## الإقتصاد
تعد محافظة سالافان من أهم المناطق المنتجة للبن في لاوس مع مقاطعة تشامباساك ومقاطعة سيكونغ أيضا. وتعد حبوب البن العربي والقهوة من أهم المنتجات وعائدات التصدير في هضبة بولافين، ويمكن أيضا شراءها من القرى الواقعة على الطرق.

## المعالم
كاتانج، و المعروفه بأنها قرية يتم فيها نسج الحرير والتي تقع في منطقة تووملارن. وايضا عقد فيها مهرجان لابوبفي أواخر فبراير، وفيه يتم التضحية بالجواميس وبالتالي يسمى هذا المهرجان أيضا كاتو ونحر الجاموس. وتقع القرية على أثر هوشي مينه حيث تم العثور على ذخائر UXOs، والتي تمثل خطرا على الشعب. ومع ذلك، لا يزال الناس يقومون بجمع اثار الحرب لبيعها.
بلدة تاهوي، حيث يوجد فيها الجماعات العرقية تاهوي. حيث يسكن هناك حوالي 30،000 منهم.
نهر وشلالات تاتلو، والذي يصب من اعلى هضبة بافلو.

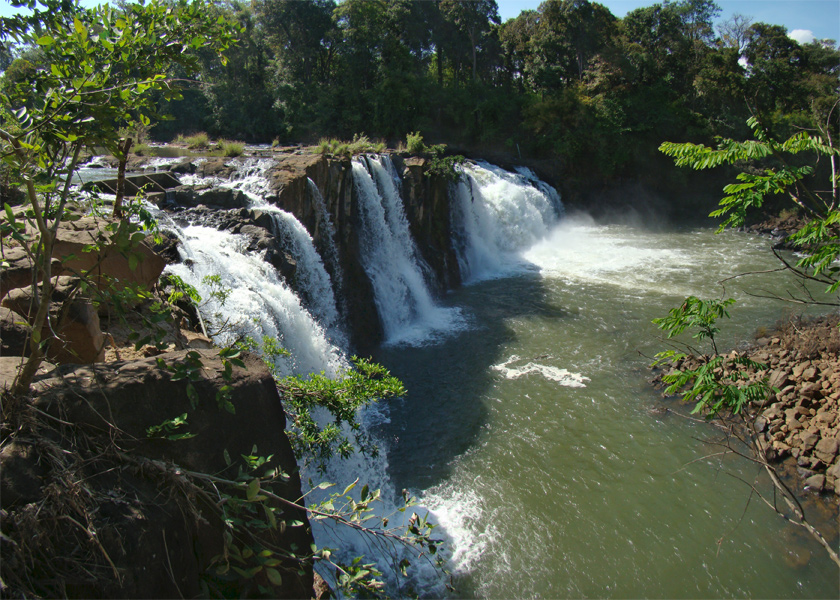
شلالات تاتلو
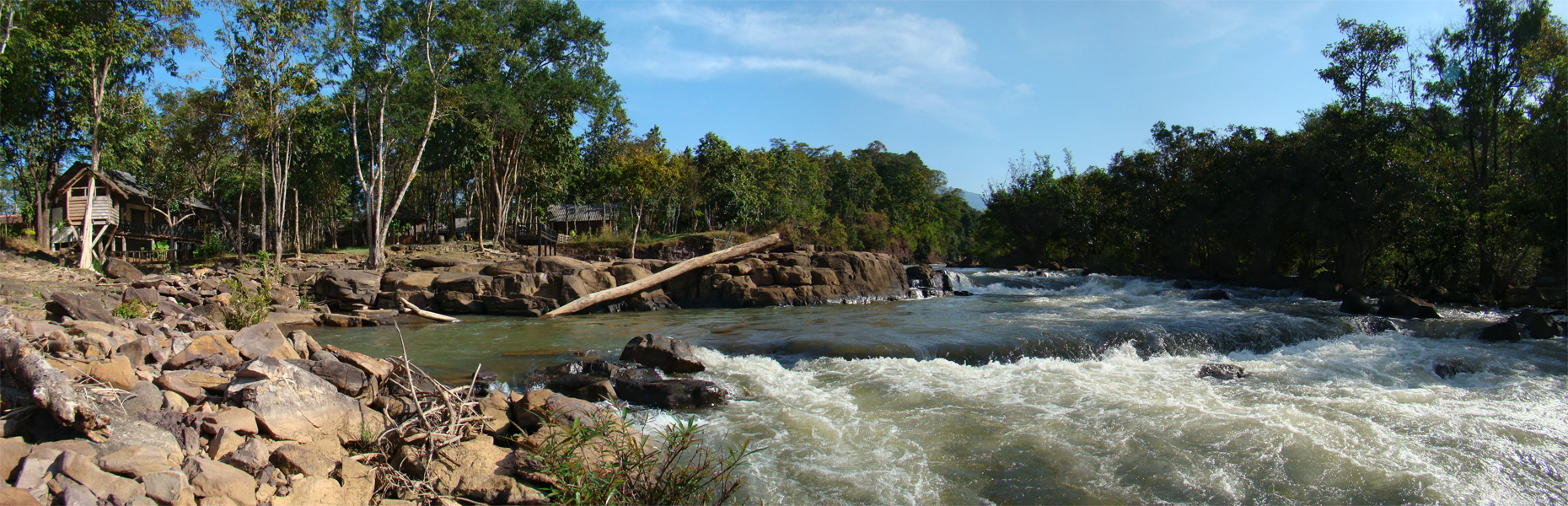
مجرى شلالات تاتلو
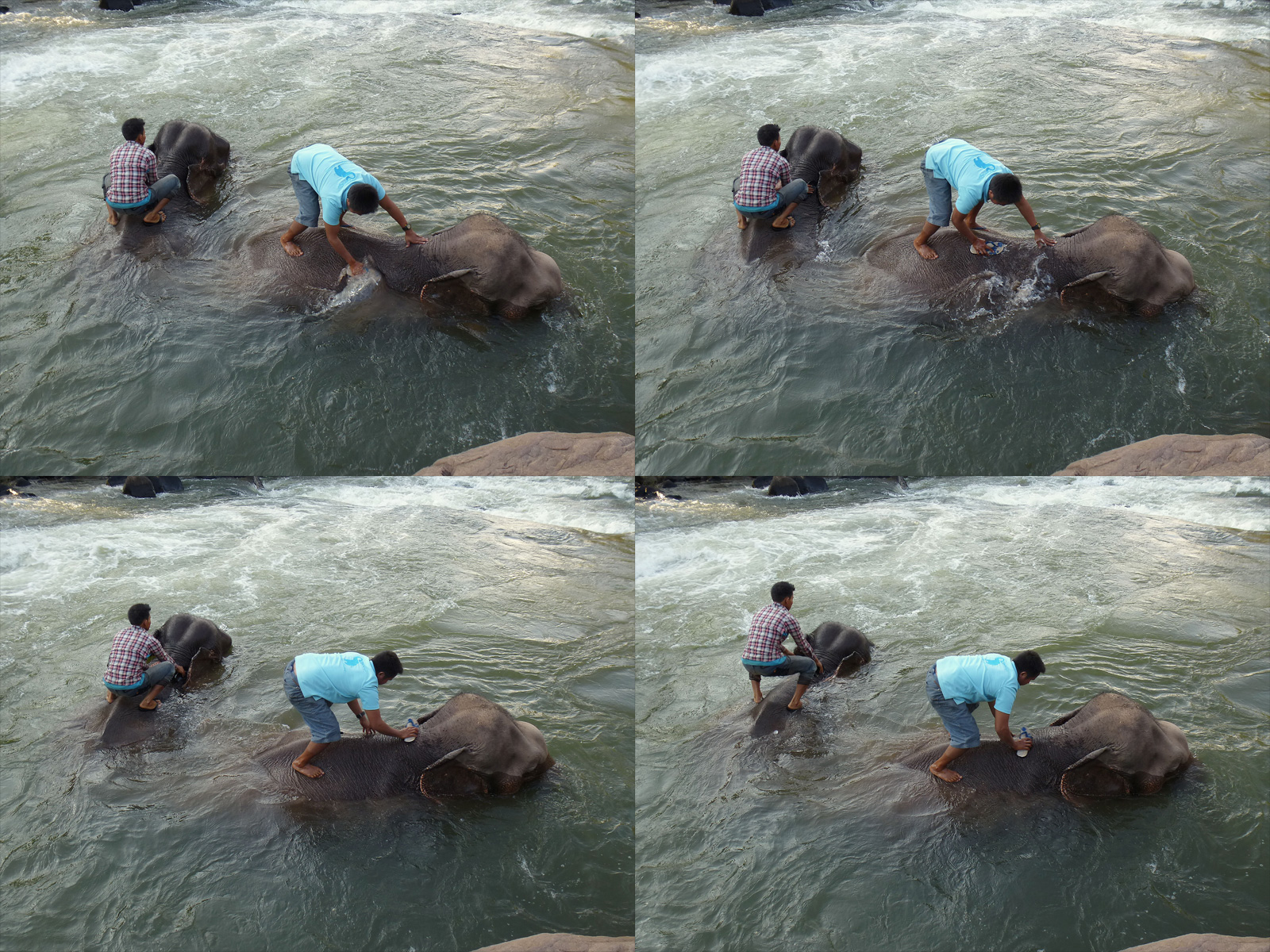
حمام الفيّله في نهر تاتلو

## الحضارة
تعتبر لام سالافانا أغنية لاو الشعبية المستمدة من اساليب مجموعة المون-خمير، والتي تتكون من عدة الات موسيقية، منها الطبل، الكمان، الناي، الخيني، العود، والآت أخرى. وهناك عدة محطات تلفزيونية متاحة في سالافانا ومنها، تيلفزيون لاو الوطني، والتي تبث على TNL1 وTNL3 من فينتيان. وتبث وسائل الاعلام في سالافان أربع قنوات وطنية .

## التقسيمات الادارية
- تنقسم المحافظة الي 8 تقسيمات إدارية (بلديات)

1. مقاطعة خونجسيدوني
2. مقاطعة لاخونيفينج
3. مقاطعة نجارم لاو
4. مقاطعة سلفان
5. مقاطعة سمواي
6. مقاطعة تا وي
7. مقاطعة توملارن
8. مقاطعة فابي